# Il bel contrabbandiere
Il bel contrabbandiere (Women Everywhere) è un film del 1930 diretto da Alexander Korda. La storia, avventurosa e romantica, è ambientata nel Nord Africa tra i soldati della Legione Straniera.

## Trama
In Marocco, Charlie Jackson, un trafficante d'armi, si innamora di Lili La Fleur, una cantante di cabaret, stella di un locale frequentato dai legionari. Chiede a Lili di sposarlo ma viene catturato da un cacciatorpediniere della Marina francese. Riesce a scappare, rifugiandosi nel camerino di Lili. Travestito e pronto alla fuga, viene trovato in divisa da legionario ed è spedito nel deserto a combattere gli arabi. Ritornato dalla guerra, le sue imprese suscitano l'ammirazione e l'amore di Lili.

## Produzione
Il film fu prodotto dalla Fox Film Corporation con il titolo di lavorazione Hell's Belles.

## Distribuzione
Il copyright del film, richiesto dalla Fox Film Corp., fu registrato il 9 maggio 1930 con il numero LP1316.
Distribuito dalla Fox Film Corporation, il film - presentato da William Fox - uscì nelle sale cinematografiche USA il 1º giugno 1930.

## Canzoni
- Beware of Love - parole e musica di William Kernell, eseguita da J. Harold Murray
- Bon Jour - parole e musica di William Kernell, eseguita da Fifi D'Orsay
- Good Time Fifi - parole e musica di William Kernell, eseguita da Fifi D'Orsay
- Marching Song - parole e musica di William Kernell, eseguita da J. Harold Murray
- One Day He'll Come Along - parole e musica di William Kernell, eseguita da J. Harold Murray
- Where Is Honky Tonky Town - parole e musica di William Kernell, eseguita da J. Harold Murray
- Women Everywhere - parole e musica di William Kernell, eseguita da J. Harold Murray
- All the Family - parole di William Kernell, musica di George Grossmith Jr.
- Smile, Legionnaire - parole e musica di William Kernell e Charles Wakefield Cadman